# Кокушка (Польща)
Кокушка (пол. Kokuszka) — село в Польщі, у гміні Північна-Здруй Новосондецького повіту Малопольського воєводства.
Населення — 630 осіб (2011).
У 1975-1998 роках село належало до Новосондецького воєводства.

## Демографія
Демографічна структура станом на 31 березня 2011 року:
|          | Загалом | Допрацездатний вік | Працездатний вік | Постпрацездатний вік |
| -------- | ------- | ------------------ | ---------------- | -------------------- |
| Чоловіки | 318     | 81                 | 212              | 25                   |
| Жінки    | 312     | 72                 | 188              | 52                   |
| Разом    | 630     | 153                | 400              | 77                   |